# Steinfurther Allee (metrostation)
Steinfurther Allee is een metrostation in het stadsdeel Billstedt van de Duitse stad Hamburg. Het station werd geopend op 29 september 1990 en wordt bediend door lijn U2 van de metro van Hamburg.